# Samir Bannout
Samir Bannout (în arabă سمير بنّوت; n. 7 noiembrie 1955, Beirut, Liban) este un culturist profesionist IFBB și antrenor libanez. Aceasta a câștigat titlul Mr. Olympia la ediția din 1983.

## Biografie
La vârsta de 19 ani, Bannout a emigrat în Statele Unite și s-a mutat în Detroit, Michigan. A început să concureze în competiții de amatori și a obținut în cele din urmă statutul de culturist profesionist IFBB, câștigând World Amateur Chamionship IFBB la categoria light-heavyweight în 1979. La momentul respectiv, acesta se mutase în Santa Monica, California. A participat la ediția din 1983 a concursului Mr. Olympia și a obținut locul 4. Un an mai târziu, acesta a câștigat titlul.
După ce s-a clasat pe locul 6 la ediția din 1984, IFBB l-a suspendat timp de trei ani, deoarece a participat la competiția World Championship a federației rivale WABBA. În 1990, a câștigat pentru a doua oară concursul IFBB Pittsburgh Pro Invitational.
Supranumit „Leul Libanului”, acesta a apărut pe coperta mai multor publicații de fitness și culturism, inclusiv Strength and Health, MuscleMag International, Muscle Digest, Flex, Muscle Training Illustrated, Muscle and Fitness, Muscle Up, IronMan și Muscular Development.
Samir Bannout locuiește în prezent în Los Angeles împreună cu soția sa Randa și cei trei copii ai săi - Lea, Jesse, Sergio. A fost inclus în IFBB Hall of Fame în 2002. Acesta a fost căsătorit în trecut cu Lourdes Labrada, sora culturistului Lee Labrada⁠(d); cuplul a avut două fiice.

## Premii
- 1974 Mr. Universe, Medium Class Locul VII
- 1976 Mr. Universe, Middleweight Locul XII
- 1977 Mr. International, Middleweight Locul II
- 1978 Mr. International, Middleweight Locul II
- 1979 Best in the World, Amateur Locul I
- 1979 Canada Pro Cup, N/A
- 1979 World Amateur Championships, Light Heavyweight Locul I
- 1980 Grand Prix California Locul IV
- 1980 Grand Prix Pennsylvania Locul VII
- 1980 Night of Champions Locul X
- 1980 Mr. Olympia Locul XV
- 1980 Pittsburgh Pro Invitational N/A
- 1981 Grand Prix California Locul VII
- 1981 Grand Prix New England Locul VI
- 1981 Night of Champions Locul X
- 1981 Mr. Olympia Locul IX
- 1982 Grand Prix Sweden Locul II
- 1982 Mr. Olympia Locul IV
- 1983 Mr. Olympia Locul I
- 1984 Canada Pro Cup Locul V
- 1984 Mr. Olympia Locul VI
- 1984 World Grand Prix Locul V
- 1985 WABBA World Championship Locul I
- 1986 WABBA World Championship Locul I
- 1988 Grand Prix England Locul X
- 1988 Grand Prix Italy Locul IXI
- 1988 Mr. Olympia Locul VIII
- 1989 Arnold Schwarzenegger Classic Locul IX
- 1989 Grand Prix Finland Locul VI
- 1989 Grand Prix France Locul VIII
- 1989 Grand Prix Germany Locul V
- 1989 Grand Prix Holland Locul V
- 1989 Grand Prix Spain Locul V
- 1989 Grand Prix Spain (al doilea premiu) Locul V
- 1989 Grand Prix Sweden Locul III
- 1989 Mr. Olympia Locul IX
- 1990 Arnold Schwarzenegger Classic Locul IV
- 1990 Grand Prix England Locul VI
- 1990 Grand Prix Finland Locul V
- 1990 Grand Prix Italy Locul VI
- 1990 Houston Pro Invitational Locul II
- 1990 Mr. Olympia Locul VIII
- 1990 Pittsburgh Pro Invitational Locul I
- 1990 NABBA World Championships Professional Locul II
- 1991 Mr. Olympia Locul XVI
- 1992 Arnold Schwarzenegger Classic N/A
- 1992 Grand Prix Germany Locul XI
- 1992 Mr. Olympia Locul XVI
- 1993 Arnold Schwarzenegger Classic Locul XIII
- 1993 Ironman Pro Invitational Locul XIII
- 1993 San Jose Pro Invitational Locul X
- 1994 Grand Prix England Locul XIV
- 1994 Grand Prix Germany Locul XIII
- 1994 Grand Prix Italy Locul XII
- 1994 Grand Prix Spain Locul XII
- 1994 Mr. Olympia Locul XIX
- 1996 Masters Mr. Olympia Locul VI
- 2011 IFBB Pro World Masters Bodybuilding Locul XI